# Avenida Ayrton Senna da Silva (Londrina)
Avenida Ayrton Senna da Silva é um importante logradouro da Gleba Palhano que liga o Vale das Araucárias ao Jardim do Lago, as margens do Lago Igapó, na cidade paranaense de Londrina.
Via de grande importância para a cidade, possui lojas e condomínios comerciais, além do Shopping Aurora.
Construída em 2003, a Ayrton Senna foi a última grande avenida aberta na cidade e o projeto original era desafogar os congestionamentos na região nos horários de grande circulação de trânsito.

## Problemas
O objetivo inicial da avenida não acompanhou o crescimento do tráfego em Londrina, propiciando engarrafamentos nos piores horários do dia, na atualidade.